# Stráž nad Ohří (nádraží)
Stráž nad Ohří je železniční stanice, která se nachází v údolí řeky Ohře v severovýchodní části obce Stráž nad Ohří v okrese Karlovy Vary. Leží v km 157,920 dvoukolejné železniční trati Chomutov–Cheb mezi stanicemi Perštejn a Vojkovice nad Ohří.

## Historie
Stanice byla dána do provozu 19. září 1870, tedy stejně jako úsek Buštěhradské dráhy mezi Chomutovem a Ostrovem nad Ohří. V letech 2004 až 2006 proběhla modernizace a elektrizace trati Kadaň – Karlovy Vary, tedy i stanice Stráž nad Ohří, jejíž kolejiště bylo rekonstruováno a bylo zde aktivováno elektronické stavědlo. Stráž nad Ohří přitom vedle Perštejna byla stanicí s největšími stavebními úpravami. V roce 2020 byla zrekonstruována původní nádražní budova z roku 1899.

## Popis stanice

### Stav do roku 2006
Stanice měla celkem čtyři dopravní koleje, od budovy v pořadí č. 4 (užitečná délka 406 m), 2 (388 m), 1 (371 m) a 3 (383 m). Za nimi byla ještě dvě manipulační koleje č. 5 a 7. Úrovňová nástupiště o délkách 194 až 212 m byla vybudována u všech kolejí s výjimkou třetí. Stanice byla vybavena elektromechanickým zabezpečovacím zařízením s řídicím přístrojem v dopravní kanceláři ve výpravní budově a závislými výhybkářskými přístroji na stavědlech St. 1 (perštejnské zhlaví) a St. 2 (vojkovické zhlaví). Celkem bylo ve stanici 16 výhybek, většina z nich byla přestavována ze stavěděl pákami pomocí drátovodů. Návěstidla ve stanicích byla světelná s tím, že vjezdoví návěstidla byla jen ze správné koleje: 1L od Perštejna v km 157,440 a 2S od Vojkovic v km 158,634. U všech dopravních kolejí byla odjezdová návěstidla směr Perštejn, na opačném zhlaví byla u všech dopravních kolejí cestová návěstidla, odjezdová návěstidla byla dvě až před dvojitou kolejovou spojkou mezi 1. a 2. kolejí. V obou přilehlých traťových úsecích byla jízda vlaků zabezpečena jen telefonickým dorozumíváním.

### Stav od roku 2006
Na jaře 2006 bylo ve stanici aktivováno elektronické stavědlo ESA 11. Stanice není obsazena výpravčím, neboť je dálkově ovládána z Karlových Varů, případně z Klášterce nad Ohří, místní ovládání je v mimořádných případech možné pomocí desky nouzových obsluh. Po přestavbě má stanice jen tři dopravní koleje, č. 4 (užitečná délka 360 m) u nádražní budovy, dále pak č. 2 (360 m) a č. 1 (622 m), za ní je ještě manipulační kolej č. 3. Mezi 4. a 2. kolejí je poloostrovní nástupiště o délce 170 m a s nástupní hranou ve výšce 550 mm nad temenem kolejnice, přístup na nástupiště je úrovňový po přechodu přes kolej č. 4. Dále je ve stanici u koleje č. 1 zřízeno provizorní nástupiště (ze strany od manipulační koleje) o délce 60 m, které se používá jen v případě výluk. Ve stanici je 10 výhybek, s výjimkou těch, které vedou na manipulační kolej, jsou všechny vybaveny elektromotorickými přestavníky a ohřevem.
Vjezdová návěstidla jsou samozřejmě zřízena u všech traťových kolejí, návěstidla 1L a 2L od Perštejna leží v km 157,091, 1S a 2S od Vojkovic jsou umístěna v km 158,690. Co se týče odjezdových návěstidel, tak zůstalo obdobné uspořádání jako v minulosti, tj. u všech tří dopravních kolejí jsou odjezdová návěstidla směr Perštejn, na opačné straně jsou však cestová návěstidla u kolejí 4 a 2, před vysunutou kolejovou spojkou jsou pak odjezdová návěstidla z koleje č. 1 a z koleje č. 2a, která následuje po kolejích 4 a 2.
Jízdy vlaků po obou kolejích z/do Perštejna jsou zabezpečeny obousměrným traťovým souhlasem integrovaným do stavědla ESA 11, jízdy z/do Vojkovic nad Ohří jsou obousměrně zajištěny pomocí automatického hradla AHP-03 bez oddílových návěstidel.